# Samo Gentúnio
Samo Gentúnio (em latim: Samus; em grego: Σάμος; romaniz.: Sámos; em armênio: Սամ; romaniz.: Sam) foi um nobre armênio (nacarar) da família Gentúnio do final do século IV e começo do V, ativo no reinado do rei Vararanes Sapor (r. 392–414).

## Nome
Samo (Samus; Σάμος, Sámos) é a forma latina e grega do armênio Same (Սամ Sam), que por sua vez se originou no nome iraniano antigo Sama (Sāma), "preto".

## Vida
Samo era membro da família Gentúnio. Serviu como camareiro do senhor de Siúnia, Babico I (r. 385–404). Quando Babico faleceu, foi à corte real e informou o rei do ocorrido que decidiu que Vasaces I deveria suceder o pai. Samo foi incumbido de informar Vasaces da decisão real, mas ao informá-lo, recebeu uma resposta imprudente e ingrata. Retornou à corte e informou a resposta de Vasaces. Enfurecido, Vararanes nomeou Samo como senhor de Siúnia, porém governaria a província por apenas um ano, pois foi traiçoeiramente envenenado com cicuta.